# Gaura ruptă
Gaura ruptă (Foramen lacerum) sau gaura ruptă anterioară este un orificiu neregulat, al etajului mediu al bazei craniului, de aproximativ 1 cm, situat între vârful stâncii temporalului, corpul sfenoidului, marginea posterioară a marii aripi sfenoidale și procesul baziliar al osului occipital. Prin acestă gaură trec ramură a arterei faringiene ascendente (artera meningee posterioara), nervul vidian (care este format prin unirea marelui nerv pietros superficial  din nervul facial și a marelui nerv pietros profund din nervul glosofaringian) și artera vidiană. Puțin posterior de foramen, se găsește orificiul intern al canalului carotidei interne. La ieșirea din orificiu, artera carotida trece peste foramen lacerum și se angajează în șanțul carotidian. Artera carotidă internă nu străbate acest orificiu.  